# Odmieniec jaskiniowy
Odmieniec jaskiniowy (Proteus anguinus) – gatunek ślepego płaza ogoniastego z rodziny odmieńcowatych. Endemit podziemnych wód jaskiń krasowych Gór Dynarskich na południu Europy. Zamieszkuje podziemne wody płynące tego rozległego obszaru wapiennego, w tym basenu rzeki Socza w okolicy Triestu we Włoszech, południową Słowenię, południowy zachód Chorwacji i Hercegowinę. 
Należy do monotypowego rodzaju Proteus, a także jest jedynym europejskim przedstawicielem rodziny odmieńcowatych, jak również jedynym wyłącznie stygobiontycznym strunowcem na tym kontynencie. 
W języku angielskim, chorwackim i słoweńskim okazjonalnie nazywa się go „ludzką rybą” z powodu koloru skóry charakterystycznego dla ludności rasy białej. W angielskim stosuje się też terminy cave salamander i white salamander (odpowiednio: salamandra jaskiniowa i biała). W Słowenii płaza tego określa się też nazwą močeril, którą tłumaczy się jako „kopiącego w wilgoci”.
Zwierzę znane jest głównie ze swych przystosowań do życia w kompletnej ciemności swego podziemnego siedliska. Jego oczy nie rozwijają się, pozostaje on ślepy. W zamian za to inne zmysły, zwłaszcza węch i słuch, uległy wyostrzeniu. Brakuje mu także zauważalnej pigmentacji skóry. W przeciwieństwie do większości płazów prowadzi całkowicie wodny tryb życia. W wodzie je, śpi i rozmnaża się. Jego przednie kończyny kończą się trzema palcami, tylne zaś tylko dwoma. Występuje u niego neotenia. Osobniki dojrzałe zachowują cechy larwalne, jak skrzela zewnętrzne.

## Budowa ciała

### Morfologia
Wężowate ciało tego zwierzęcia osiąga zwykle 20–30 cm długości, aczkolwiek niektóre osobniki osiągają nawet 40 cm. Masa ciała wynosi 15–20 g. Cylindryczny, jednorodnie gruby tułów wykazuje segmentację z regularnymi bruzdami na granicach miomerów. Względnie gruby ogon, spłaszczony bocznie, otacza cienka płetwa. Małe i cienkie kończyny wykazują zredukowaną liczbę palców: przednie zamiast zwykle spotykanych czterech kończą się jedynie trzema, tylne zaś dysponują tylko dwoma, podczas gdy należałoby spodziewać się pięciu. Ciało pokrywa cienka skóra zawierająca bardzo małą ilość pigmentu ryboflawiny. Nadaje to powłoce ciała barwę żółtawobiałą do różowej. Narządy wewnętrzne przeświecają przez brzuszną jej część. Podobieństwo koloru płaza do zabarwienia skóry człowieka rasy białej odbija się w nazwie „ludzkiej ryby” stosowanej na określenie zwierzęcia w kilku językach. Jednakże jego skóra dysponuje zdolnością do produkcji melaniny. Wystawiona na światło stopniowo ciemnieje. Niekiedy larwy także są zabarwione. Gruszkokształtna głowa kończy się krótkim, grzbietowo-brzusznie spłaszczonym pyskiem. Mały otwór gębowy kryje małe ząbki tworzące sito dla zatrzymywania większych kawałków w ustach. Nozdrza są tak małe, że wręcz niezauważalne, lokują się bocznie od końca pyska. Uwstecznione oczy przykrywa warstwa skóry. Płaz prowadzi wymianę gazową dzięki skrzelom zewnętrznym tworzącym 2 rozgałęzione pęczki z tyłu głowy.

### Mózg
Mózg odmieńca przypomina typowy płazi mózg spotykany na przykład u rodzaju Necturus. Jest tylko trochę bardziej wydłużony i – co ma związek z rozwojem regionów odpowiedzialnych za węch i smak – położony bardziej ku tyłowi w obrębie czaszki. Z drugiej strony międzymózgowie czy śródmózgowie są słabo rozwinięte.

### Narządy zmysłów
Zwierzęta zamieszkujące jaskinie, wśród wielu różnych adaptacji wykształciły i wyostrzyły inne niż wzrok zmysły, by lepiej orientować się w permanentnej ciemności i zaadaptować do tego siedliska.

#### Fotoreceptory
Uwstecznione oczy zachowały wrażliwość na światło. Configliachi i Rusconi wykazali już w 1821, że trzymane w ciemnym pojemniku płazy trzymały się dna, zachowując się cicho, po odkryciu pojemnika zaczynały się natomiast nagle żywiej ruszać. Poszukiwały zawsze najciemniejszej części zbiornika. Oczy leżą głęboko, pod skórą właściwą i rzadko udaje się je dostrzec, chyba że u młodszych osobników dorosłych. Jednakże już w XIX wieku odnotowano pewną przezroczystość pokrywającej je skóry. Wysunięto dwie hipotezy mające wyjaśniać uwstecznienie oczu odmieńca. Wedle pierwszej jest to skutek adaptacji do środowiska jaskiń. Druga traktuje niedorozwinięte oczy jako cechę związaną z neotenią płaza, zachowującego pewne cechy larwalne. Jednakże larwy mają normalne oczy, szybko przestające się rozwijać, po czym ulegające regresji. Regiony odpowiedzialne za ich tworzenie, rozwijające się dużo wolniej niż choćby u blisko spokrewnionego rodzaju Necturus, uwidaczniają się, gdy ektoblast dzieli się na epiblast i neuroblast. Fragment grzebienia nerwowego pojawia się tam w stadium neuruli, kiedy zarodek ma 6–7 mm i liczy sobie od 30 do 45 dni. Pęcherzyk oczny uwypukla się z części tuby nerwowej odpowiadającej przodomózgowiu pod koniec okresu neurulacji, czyli między 45 a 50 dniem. Wtedy też, u mierzącego 7–8 mm zarodka tworzy się głowa. U 50–55-dniowego embrionu, mierzącego od 8 do 9 mm, wspomniane pęcherzyki powiększają się i pokrywają ektodermą. U liczącego sobie 10–11 mm odmieńca z naskórka rozwija się płytka soczewki, a pęcherzyk oczny staje się kubkiem ocznym. Przypada to na 60–70 dzień rozwoju. W 70–80 dniu, gdy zarodek osiąga 11–13 mm i tworzą się zawiązki przednich kończyn, warstwa komórek odpowiadająca siatkówce ulega powtórnemu pofałdowaniu. Kolejne 10 dni obejmuje utworzenie pęcherzyka z ektodermy o obwodowym położeniu jąder komórkowych z oddzielonej od ektodermy pokrywającej ciało soczewka u mierzącego między 13 a 15 mm płaza. W czasie 90–100 dni dochodzi już do różnicowania się i nerwu wzrokowego i organizacji siatkówki, natomiast ektoderma rogówki redukuje się do dwóch warstw komórek. Gdy pojawiają się palce kończyn przednich, daje się założyć wewnętrzna warstwa siatkówki złożona z komórek zwojowych (100–110 dzień, długość zarodka 17–18 mm). W porównaniu z innymi płazami, jak Euproctus, Pleurodeles czy Ambystoma, tempo różnicowania się soczewki w porównaniu z siatkówką jest niższe. Niedługo przed wylęganiem się jaja, gdy organizm ma 110–120 dni i osiąga długość 19–24 mm, pojawia się ciemny półokrąg pigmentu, zanika światło soczewki, a komórki zwojowe różnicują się na komórki dwu- i wielobiegunowe. Z zewnątrz oko jawi się jako ciemne i okrągłe, z przezroczystą plamką odpowiadającą soczewce w środku. W okresie pomiędzy 16 dniami a 4 miesiącami po wylęganiu się oko larwy wzrasta, ale nie różnicuje się. Pokrywająca je ektoderma ulega zgrubieniu, co można uznać za regresję w rozwoju, podobnie jak lityczne wakuole w obrębie soczewki. Soczewka po pojawieniu się zewnętrznej warstwy zwojowej nie rozwija się już, zachowując wygląd zarodkowy. Jej rozwój przebiega, jak u innych płazów, do czasu formowania się prymitywnego jądra i włókien. Fałd pomiędzy siatkówką a nabłonkiem barwnikowym nie przekształca się w tęczówkę. Ciało szkliste nie rozwija się prawie wcale. Wedle niektórych autorów oczy zanikają po czterech miesiącach rozwoju. Inni zwracają uwagę, że oko nie przestaje się rozwijać. W ciągu dekady liczba komórek tworzących siatkówkę wzrasta z początkowych 1500–2000 do ponad 10 000. Z kolei nabłonek barwnikowy przez całe życie zwierzęcia zachowuje zdolność regeneracji w soczewkę. Twardówka z chrzęstnych płytek pojawia się dopiero u trzy-czteroletniego zwierzęcia, choć pewne wcześniejsze prace mówią o rozleglejszym chrzęstnieniu u osobników mniejszych. Tworzenie chrząstki posuwa się z wiekiem. Z drugiej strony obserwuje się inwolucję polegającą na zgrubieniu i zmatowieniu pokrywającej oko ektodermy.
Oczodół tworzy kość ciemieniowa i beleczki czaszki (prętowate parzyste struktury leżące w kącie tworzonym przez kość ciemieniową i zewnętrzny brzeg kości przyklinowej, u młodych osobników struktury chrzęstne) na środku, processus antorbitalis na przedzie, odpowiedni wznoszący zbudowany z chrząstki wyrostek kości kwadratowej o słabym połączeniu z beleczkami od tyłu. Z oczodołem wiążą się liczne mięśnie, które Durand dzieli na mięśnie głowowe (dźwigające lub obniżające szczękę), mięśnie policzkowe, głębokie oraz grzbietowo-podłużne. Rozwój mięśni odpowiada stopniowi rozwoju nerwów i waskularyzacji. Zarówno mięśnie, naczynia, jak i nerwy oczodołu uległy wydłużeniu, co ma związek z ogólnym wydłużeniem struktur czaszkowych, jak również bardzo słabym rozwojem międzymózgowia. Nieruchoma gałka oczna zatopiona jest w obfitej tkance łącznej i tłuszczowej, ilość tej ostatniej podlega zmianom. Gałka ma kształt sferyczny, nieco skrócony wzdłuż osi optycznej, wydłużony zaś wzdłuż osi głowowo-ogonowej. Jej powierzchnię tworzy delikatna twardówka o ciągłej strukturze, nie obejmująca jedynie miejsc, przez które wchodzą do gałki ocznej naczynia i nerw wzrokowy. Rogówka wedle Hawesa nie występuje. Durand doszukuje się w niej natomiast dwóch warstw: części pierwotnego nabłonka i części pierwotnej twardówki. W mikroskopii elektronowej zauważa on hemidesmosomy typu skórno-nabłonkowego, mające łączyć błonę Bowmana i macierz z regularnie ułożonymi włóknami kolagenu. „Twardówkową” część rogówki budują głównie fibroblasty, ograniczające komorę oka przednią i zawartą w niej ciecz wodnistą. Twardówkę buduje kolagen i chrząstka. Płytki z tej ostatniej wchodzą zazwyczaj w skład twardówek larw płazów ogoniastych, nie występując u osobników dorosłych, zanikają bowiem podczas przeobrażenia. u osobników dorosłych prócz odmieńca zachowują się też w przypadku rodzaju Ambystoma. Głębsza, trudna do zauważenia błona naczyniowa składa się z zewnętrznej, pigmentowanej, pod którą leżą naczynia włosowate i błona podstawna warstwy włóknistej.
Komórki odbierające bodźce świetlne znajdują się też w szyszynce. Również uwstecznione, zachowują barwnik wzrokowy, jak fotoreceptory szczątkowego oka. Szyszynka odmieńca jaskiniowego prawdopodobnie posiada pewną kontrolę nad innymi procesami fizjologicznymi. Z drugiej strony w XX wieku stwierdzano brak połączenia pomiędzy krótkim nerwem wzrokowym i mózgiem, brak skrzyżowania nerwów wzrokowych czy brak fragmentów wzgórza odpowiadających za widzenie. Eksperymenty wykazały, że fotowrażliwość cechuje również skórę zwierzęcia. Powoduje ją obecność pigmentu melanopsyny w obrębie wyspecjalizowanych komórek zwanych melanoforami. Wstępne badania immunohistochemiczne wsparły tezę o obecności światłoczułego barwnika w powłoce ciała zwierzęcia.

#### Chemoreceptory

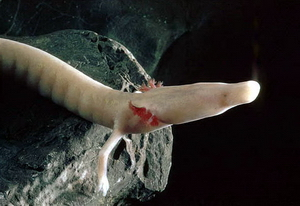
Przednia część głowy odmieńca utrzymuje chemo-, mechano- i elektroreceptory

Odmieniec jaskiniowy zdolny jest do wykrywania bardzo małych stężeń związków organicznych w wodzie. Wykrywa w niej zdobycz za pomocą węchu lepiej niż spokrewnione z nim płazy, zarówno pod względem ilościowym, jak i jakościowym. Nabłonek węchowy, zlokalizowany w jamie nosowej i narządzie Jacobsona, jest grubszy niż u innych przedstawicieli tej gromady. Pomimo prostej budowy narządu węchu zmysł ten jest dobrze rozwinięty u osobników dorosłych, chociaż chrzęstnienie pewnych elementów przebiega z opóźnieniem.

#### Mechano- i elektroreceptory
Nabłonki czuciowe ucha wewnętrznego uległy dużemu zróżnicowaniu, pozwalając zwierzęciu odbierać fale dźwiękowe w wodzie, jak i wibracje podłoża. Złożone funkcjonalno-morfologiczne rozlokowanie komórek czuciowych umożliwia mu lokalizację źródła dźwięku. O słuchu zwierzęcia nauka posiada niewiele informacji, choć okazjonalnie obserwowano reakcje płaza na dźwięki (Bulog). Pozostaje on neoteniczny przez całe swe życie, wobec czego rzadko zdarza mu się odbierać dźwięki jak dorosły płaz – z powietrza, choć prawdopodobnie posiada tę umiejętność, jak większość ogoniastych. Zdolność słuchu pod wodą, rozpoznawania poszczególnych dźwięków, a także lokalizowania zdobyczy w ten sposób jest bardzo przydatna w jaskiniach, gdzie wzrok na nic się nie zdaje. Wykazano eksperymentalnie, że odmieniec jaskiniowy słyszy najlepiej dźwięki o częstotliwości pomiędzy 10 a 15 000 Hz. Jednakże zmysł ten rozwija się z opóźnieniem w stosunku do innych płazów. Początkowe etapy rozwoju narządu tego zmysłu odpowiadają etapom rozwoju oka, później natomiast przebiegają szybciej.
Odmieniec posiada także linię boczną, której mechanoreceptory wyczuwają wibracje otaczającej go cieczy.
Na głowie opisywanego płaza znaleziono z wykorzystaniem mikroskopii świetlnej i elektronowej nowy typ narządu zmysłowego, nazwanego narządem bańkowym (ang. ampullary organ). Jak niektóre niższe kręgowce, Proteus posiada zdolność wykrywania słabego pola elektrycznego. Niektóre eksperymenty wykazały, że może też wykorzystywać w orientacji pole magnetyczne Ziemi. Niedawno stwierdzono, że ustawia się, biorąc pod uwagę naturalne bądź sztuczne pole magnetyczne.

### Układ pokarmowy
Jelito tego płaza ma postać niezróżnicowanej, prostej tuby mięśniowej. Pod względem anatomii i histologii przypomina narząd spotykany u innych płazów czy u ryb. Śluzówka i błona podśluzowa zbudowana z luźnej tkanki łącznej zaginają się w liczne, podłużne, wysokie fałdy, wpuklające się do światła jelita. Wyściela ją nabłonek walcowaty liczny w komórki kubkowe o eliptycznych, przypodstawnie leżących jądrach, zawierające karboksylowane glikozaminoglikany. Ich cytoplazma zawiera liczne pęcherzyki wypełnione śluzem, łączące się ze sobą i większe w apikalnej części komórki, wydzielającej śluz do światła jelita. Enterocyty wytwarzają liczne nieregularne mikrokosmki, pomiędzy którymi obserwowano niekiedy izolowane protruzje cytoplazmy. Większość organelli komórkowych znajduje się ponad położonym przypodstawnie okrągłym, euchromatycznym jądrem. Są tam mitochondria, siateczka śródplazmatyczna szorstka, aparat Golgiego i rozproszone pęcherzyki. Zarówno pod błoną szczytową i jak niżej, nad jądrami, znajdują się liczne mitochondria. Enterocyty, jak również komórki kubkowe łączą się ze sobą kompleksami białkowymi zlokalizowanymi w błonach cytoplazmatycznych. Liczne są również leżące między enterocytami okrągłe eozynofile o ekscentrycznie położonym jądrze. Ich obecność wiąże się z infekcjami nicieniami, u zarażonych osobników są szczególnie liczne. Prawdopodobnie grają one rolę w odporności humoralnej płaza. Mnogo występują również komórki przypominające komórki endokrynne. Cechuje je jasna cytoplazma zawierająca elektronowo gęste ziarna i krople tłuszczu. Regeneracja nabłonka zachodzi w odrębnych strukturach z komórek o eliptycznych jądrach z dobrze rozwiniętymi jąderkami. W okolicy jąder i w bazalnej części cytoplazmy występuje siateczka śródplazmatyczna szorstka o krótkich cysternach. Aparat Golgiego z krótkich struktur lamelarnych i pęcherzyków nie jest zbyt okazały. Cytoplazma obfituje w mitochondria i wolne rybosomy. Zwracają uwagę także wielopęcherzykowe ciała pomiędzy mitochondriami i filamenty cytoszkieletu. Boczna błona komórkowa obfituje w desmosomy. Mitozy zachodzą jednak rzadko. Tłumaczy się to odwrotną zależnością pomiędzy wielkością genomu a tempem proliferacji, a także rozmiarem genomu i komórki a metabolizmem. Bardzo obszerny materiał genetyczny, duże komórki i wolny metabolizm odmieńca wskazują, że należy oczekiwać niezbyt szybkiej proliferacji. W przeszłości struktury te uważano za gruczoły jelitowe. Podobne skupienia komórek obserwuje się również u Necturus maculosus, choć doszukano się kilku różnic. Płytko pod nabłonkiem leżą gęsto upakowane miocyty gładkie o małych, bladych jądrach, cienkich filamentach i nielicznych mitochondriach i bezpostaciowa substancja międzykomórkowa bogata w kolagen. Struktury te układają się w siatkę. Warstwa mięśniowa śluzówki nie występuje, dzięki czemu blaszka właściwa śluzówki silniej przytwierdza się do błony podśluzowej. Obie zawierają znaczną ilość naczyń krwionośnych, zbliżających się znacznie do nabłonka. Właściwa mięśniówka składa się z dwóch warstw: wewnętrznej o strukturze okrężnej oraz zewnętrznej, o podłużnym układzie włókien. Błonę surowiczą tworzy bardzo cienka otrzewna trzewna.
W przewodzie pokarmowym płaza znaleziono nicienie przebywające w jego świetle lub przytwierdzone do nabłonka, niekiedy także w formie cyst zatopionych w tkankach jelita.

## Rozmnażanie i zachowanie

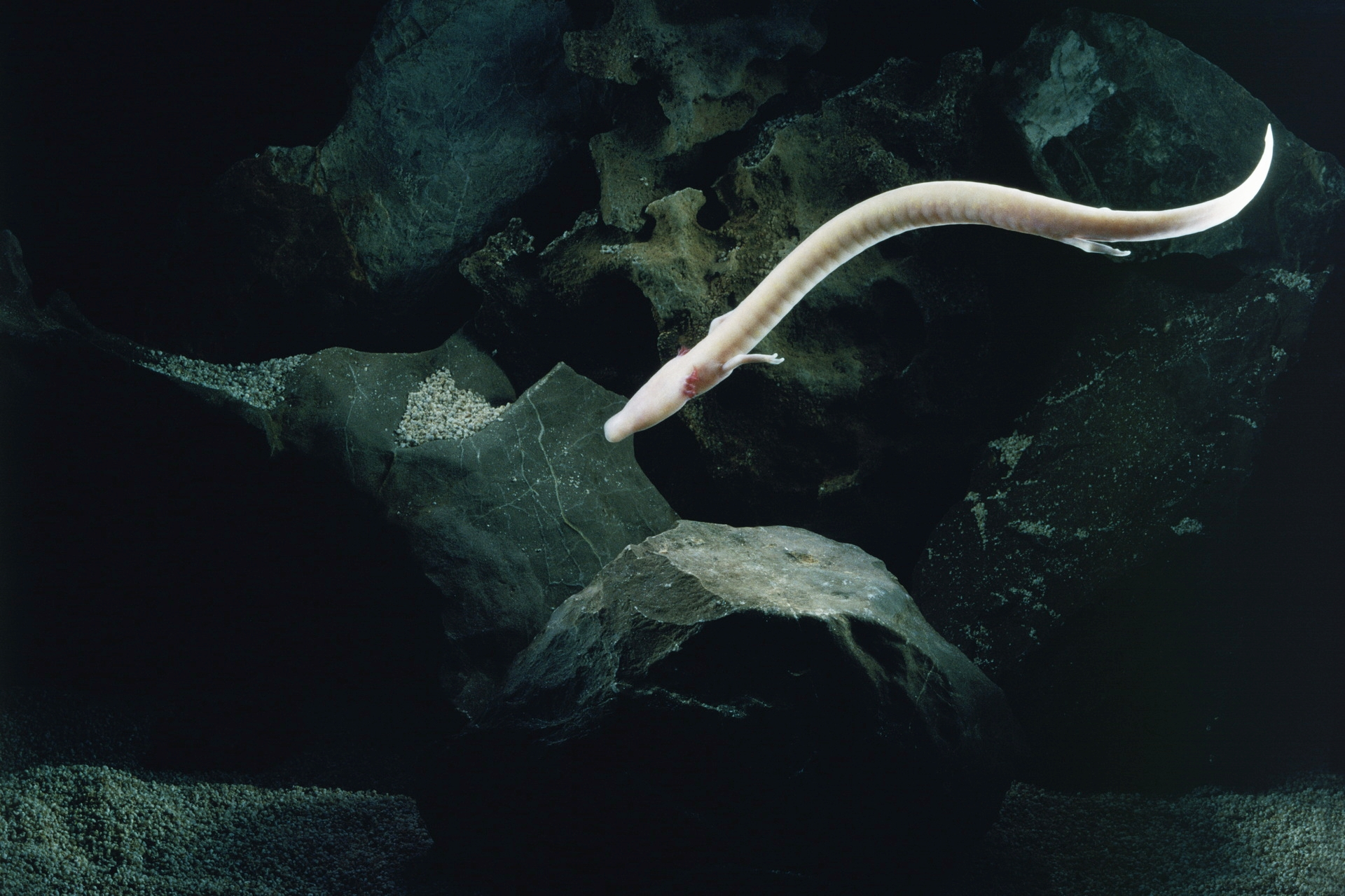
Odmieniec jaskiniowy pływa dzięki skrętom ciała

Rozwój embrionalny odmieńca jaskiniowego (do momentu wyklucia z jaja) trwa 140 dni w temperaturze 10 °C, jednak w wodzie chłodniejszej przebiega wolniej, a w wodzie cieplejszej – szybciej. Następnie aż 12–14 lat zabiera mu osiągnięcie dojrzałości płciowej. Larwa osiąga wygląd osobnika dojrzałego po około czterech miesiącach, aczkolwiek czas rozwoju także zależy silnie od temperatury wody. Niepotwierdzone obserwacje historyczne mówią o żyworodności. Dowiedziono jednak, że samica ma gruczoły produkujące osłonkę jaj, podobne do spotykanych u ryb i składających jaja płazów.
Samica składa do 70 jaj mierzących około 12 mm średnicy. Umieszcza je między skałami, gdzie pozostają pod jej opieką. Kijanki mają w momencie wyklucia 2 cm długości i żywią się żółtkiem zgromadzonym w komórkach przewodu pokarmowego przez miesiąc. Wedle IUCN zdarza się też, że jaja pozostają w ciele matki, rodzącej później dwa ukształtowane już młode.
Rozwój odmieńca jaskiniowego i innych troglobiontycznych płazów charakteryzuje heterochronia – zwierzę nie przechodzi przeobrażenia i zachowuje cechy larwalne. U opisywanego gatunku spotyka się jedną z jej form: neotenię – opóźnienie dojrzewania somatycznego współistnieje z przedwczesną dojrzałością reprodukcyjną. W efekcie zdolne do rozrodu osobniki zachowują morfologię larwalną. U innych płazów metamorfozę reguluje tyroksyna, hormon wydzielany przez tarczycę. Gruczoł ten rozwija się u odmieńca normalnie i funkcjonuje, a brak metamorfozy wynika z braku odpowiedzi tkankowej na tyroksynę.
Rozród obserwowano dotąd jedynie w niewoli. Dojrzałe płciowo samce charakteryzują się opuchniętą kloaką, jaśniejszą skórą, dwiema liniami na boku ogona i lekkim zakrzywieniem płetw. Żadnych podobnych zmian nie zaobserwowano u płci przeciwnej. Samiec może zacząć zaloty nawet w przypadku braku obecności samicy. Przegania inne samce z wybranego przez siebie obszaru, może wydzielać przywabiający samice feromon. Gdy samica zbliża się do niego, zaczyna krążyć wokół niej i wachlować ją swym ogonem. Następnie zaczyna dotykać ciała wybranki swym pyskiem, ona natomiast dotyka pyskiem jego kloaki. Wtedy on kieruje się do przodu drgającym ruchem, samica podąża za nim. W końcu samiec składa spermatofor, a zwierzęta idą do przodu, do czasu, aż samica trąca go swą kloaką, po czym zatrzymuje się i zamiera w bezruchu. Spermatofor przykleja się do niej, a plemniki przepływają w jej steku do jaj, które zapładniają. Rytuał ten zalotnicy mogą powtarzać kilka razy przez parę godzin.

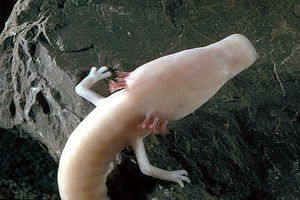
Nieproporcjonalnie wydłużona głowa ze skrzelami zewnętrznymi

Odmieniec pływa dzięki węgorzowatym zgięciom ciała, słabo rozwinięte kończyny spełniają tylko niewielką funkcję pomocniczą. Płaz prowadzi drapieżny tryb życia. Spontanicznie wykazuje niewielką aktywność – około 3⅛ raza mniejszą niż traszka pirenejska i mniejszą od wszystkich przebadanych w tym względzie płazów. Hervant zasugerował, że pomaga to zwierzętom przetrwać w nieprzyjaznym podziemnym środowisku. Z drugiej strony zredukowane wizualne interakcje drapieżca-ofiara odzwierciadlają mniejsze zdolności do poruszania się. Żywi się detrytusem, małymi krabami, ślimakami i okazjonalnie owadami. Nie przeżuwa pożywienia, połykając je w całości.
Dobrze znosi długo trwający głód, wykazując trzy fazy reakcji na takie warunki, a następnie szybko wraca do dobrej kondycji przy dostępności pożywienia. Jest to adaptacja do jego podwodnego habitatu. Potrafi spożyć jednorazowo dużą porcję pokarmu i zmagazynować składniki odżywcze w dużej ilości w postaci lipidów i glikogenu w wątrobie. W czasie niedostatku zdobyczy zmniejsza tempo metabolizmu. Nie tylko redukuje zużycie białka, ale też zapada w pewien rodzaj odrętwienia. W przeciwieństwie do płazów powierzchniowych, wykazujących po początkowym zwiększeniu aktywności (prawdopodobnie w celu znalezienia pożywienia; u odmieńca trwa ono około 30 dni) jednofazową reakcję na głód, wykazuje następujące po sobie etapy dominacji katabolizmu cukrów, lipidów, a w końcu lipidów i białek. Katabolizm białek mięśni nie następuje przed 180. dniem głodówki, podczas gdy obecne w nich trójglicerydy rozkładane są od dnia 90. Oszczędzanie białek w początkowych fazach głodzenia potwierdza brak wzrostu stężenia mocznika w osoczu. Dodatkowo komórki służących do pływania mięśni odmieńca zmieniają swój metabolizm z zależnego od węglowodanów na opierający się na lipidach (zjawiska tego nie stwierdzono u traszki pirenejskiej). W trudnych warunkach potrafi zużywać własne tkanki.
Nawet w warunkach dostępności pożywienia wykazuje bardzo niski poziom metabolizmu, o połowę mniejszy niż u traszki pirenejskiej. Podczas początkowego miesiąca głodzenia nieznacznie zwiększa się zużycie tlenu, by potem spaść i w dniu 180. uzyskać poziom 37% wartości początkowej. Gdy już się zaadaptuje, wykazuje przez długi czas stabilny i niski poziom przemian metabolicznych i zużycia tlenu. Był to pierwszy gatunek, u którego zaobserwowano tak niskie zużycie tlenu przez tak długi czas. Zmniejsza wtedy się też hematokryt i zawartość hemoglobiny we krwi, co wynika ze spadku erytropoezy. Zmniejszeniu ulega synteza białek osocza przez wątrobę. W niewoli, gdy już się zaadaptuje do długotrwałego głodu, co zabiera mu około 150 dni, ogranicza aktywność do minimum, powoli i metodycznie przeszukuje akwarium, wykorzystując swe mechano- i chemoreceptory. Metabolizm jego mięśni polega wtedy przestawieniu z bazującego na lipidach na lipidowo-białkowy. U zwierząt zamieszkujących jaskinie odbywa się w tej fazie ponowna synteza glikogenu mięśniowego, u odmieńca potwierdza ją spadek stężeń seryny i glicerolu w osoczu. Doświadczalnie sprawdzono, że płaz potrafi przeżyć bez jedzenia do 10 lat, a przez 18–36 miesięcy postu nie wykazuje żadnych objawów chorobowych. W pierwszym tygodniu żywienia się po długotrwałym głodzie notuje się znaczny wzrost masy glikogenu wątrobowego – uzyskano tu wynik 123%. Poziom glicerolu w organizmie wrócił do normy po 15 dniach. Resynteza glikogenu w mięśniach, białek i trójglicerydów jest 1,2–3 razy szybsza niż u porównywanej z odmieńcem żyjącej na powierzchni traszki pirenejskiej. Płaz wykazuje w tym czasie podwyższoną aktywność już po kilku sekundach od powrotu pożywienia, wzrasta też zużycie tlenu.
Płazy te są zwierzętami społecznymi. Zwykle gromadzą się pod kamieniami i w szczelinach. Te szczeliny i denny osad stanowią też ich kryjówki, gdy coś je zaniepokoi. Aktywne płciowo samce stanowią wyjątek: wyznaczają sobie terytorium, którego bronią, by zdobyć samice. Niedostatek pożywienia czyni walki kosztownymi pod względem energetycznym, więc rywale ograniczają się zwykle do popisów, co uznaje się za behawioralną adaptację do życia pod ziemią.
Odmieniec jaskiniowy jest gatunkiem wyjątkowo długowiecznym jak na swoje niewielkie rozmiary – przeciętna długość życia wynosi 68,5 roku, a przewidywana maksymalna długość życia przekracza sto lat. Przyczyny takiej długowieczności nie są znane – zarówno jego metabolizm podstawowy, jak i aktywność przeciwutleniaczy nie różnią się od występującej u gatunków krócej żyjących.

## Występowanie
Płaz zamieszkuje podziemne jaskinie Alp Dynarskich. Jego zasięg występowania sięga od północy południowej Słowenii i przyległego fragmentu północnego wschodu Włoch, rozciąga się na wschód i południe Chorwacji (nie obejmuje jednak najbardziej wysuniętych na południe obszarów tego państwa) i wschodnią Bośnię i Hercegowinę. Został introdukowany we Włoszech, w regionie Vicenza na północnym wschodzie kraju, na zachód od regionu naturalnego występowania odmieńca w tym kraju, gdzie trafił już w XIX wieku, a także we Francji – w podziemnym laboratorium w Pirenejach. Doniesienia o obecności zwierzęcia w zachodniej Czarnogórze nie zostały oficjalnie potwierdzone.
Odmieniec zasiedla regiony krasowe, uformowane przez wapienie i dolomity, tworzące jaskinie. Podziemne wody większości z nich, o temperaturze od 5 do 15 °C, zachowują łączność z rzekami płynącymi przez pierwsze 50–100 km swego przebiegu w normalnym korycie, następnie zaś wstępujące pod ziemię. W zależności od grubości tego typu utworów geologicznych płaz bytuje od poziomu gruntu do głębokości 300 m. Wedle Briegleba płaz zamieszkuje głównie drobne szczeliny jaskiń, niedostępne dla człowieka. Można go spotkać także u wejść do jaskiń – zwłaszcza po powodziach czy ulewnych deszczach. Osobniki gatunku spotykano nawet w opuszczonych kopalniach. Jest to jedyny europejski kręgowiec żyjący wyłącznie w jaskiniach.

## Taksonomia
Izolowane populacje wykazują podobną morfologię, znacznie różnią się natomiast pod względem enzymów. Wcześniej badacze wykorzystywali różnice w wymiarach ciała, barwie i pewnych cechach mikroskopowych, by wesprzeć podział na 5 oddzielnych gatunków. Współcześnie herpetolodzy zrozumieli jednak, że zewnętrzny wygląd płazów nie jest wystarczająco wiarygodny jako podstawa ich systematyki i mogą w nim zaistnieć znaczne różnice wynikające z odżywienia, stanu zdrowia i innych czynników, często takie różnice spotyka się pomiędzy osobnikami tej samej populacji. Proteus anguinus uważany jest więc dzisiaj za pojedynczy gatunek. Długość głowy stanowi najbardziej oczywistą różnicę pomiędzy odrębnymi populacjami – osobniki ze Stičny w Słowenii mają dla przykładu głowy średnio krótsze niż te z położonego w tym samym kraju Tržicia i z Istrii.

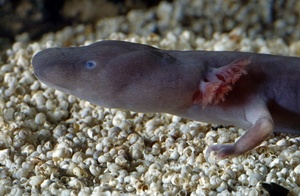
Czarny odmieniec jaskiniowy, podgatunek o krótszej głowie i lepiej rozwiniętych oczach

Obecnie wyróżnia się dwa podgatunki. Większość populacji przynależy do P. anguinus anguinus, prócz niego wyróżnia się P. anguinus parkelj. Niektórzy badacze zwracają jednak uwagę, że różnice w budowie enzymów pomiędzy poszczególnymi populacjami podgatunku nominatywnego są większe niż te dzielące go z czarnym odmieńcem. Podobne wnioski wynikają z badań DNA mitochondrialnego, które nie wykazuje większych różnic od odpowiadającego mu materiału genetycznego innych płazów. Dowodzą one odrębności populacji z Istrii oraz bliskiego spokrewnienia zwierząt z Liki i Krajiny z tymi zamieszkującymi tereny położone w okolicy południowej części wybrzeża Adriatyku. Odmieńce ze Słowenii dzielą się wedle autorów tych badań na dwie grupy. Do jednej z nich zalicza się także czarny odmieniec, zamieszkuje ona tereny położone bardziej na wschód od drugiej.

### Czarny odmieniec
Czarny odmieniec jaskiniowy (Proteus anguinus parkelj Sket & Arntzen, 1994) stanowi jedyny poza typowym wyróżniany podgatunek. Jest on endemitem podziemnych wód okolic Črnomelj w Słowenii, zamieszkuje obszar mniejszy niż 100 km². Napotkali go po raz pierwszy w 1986 członkowie Slovenian Karst Research Institute, eksplorujący wody ze źródeł strumienia Dobličica w Białej Krainie.
Kilka cech odróżnia go od podgatunku typowego:
| Cecha                        | Proteus anguinus anguinus               | Proteus anguinus parkelj | Uwagi |
| ---------------------------- | --------------------------------------- | --- | --- |
| Skóra                        | Niepigmentowana                         | Zazwyczaj pigmentowana, ciemnobrązowa lub czarna                                                                                    | Najłatwiej zauważalna różnica |
| Kształt głowy                | Długa, wysmukła                         | Krótsza, tak samo gruba. Silniejsze mięśnie szczęk widoczne jako dwie opuszki na szczycie głowy                                     | |
| Długość ciała, liczba kręgów | Krótsza, 29–32 kręgi                    | Dłuższa, 34–35 kręgów | U płazów liczba kręgów nie jest stała |
| Wyrostki                     | Dłuższe                                 | Krótsze | |
| Ogon                         | Proporcjonalnie do reszty ciała dłuższy | Proporcjonalnie krótszy | |
| Oczy                         | W zaniku                                | Prawie normalnie rozwinięte, ale małe w porównaniu z oczami innych płazów, pokryte cienką warstwą przezroczystej skóry, brak powiek | W szczątkowym oku białego odmieńca wykazano przede wszystkim opsynę czopków wrażliwych na czerwień, wyznakowaną metodami immunologicznymi. Oko czarnego odmieńca ma pręciki, czopki wrażliwe na światło czerwone, niebieskie i ultrafiolet. |
| Inne zmysły                  | Wyspecjalizowane i wyostrzone           | Niektóre narządy zmysłów, zwłaszcza elektroreceptory, mniej czułe                                                                   | Trudne do spostrzeżenia |

Czarne odmieńce zamieszkują też cieplejsze i bliższe powierzchni wody niż podgatunek typowy.
Jednakże nowsze badania (Goricki & Trontelt 2006) zwracają uwagę na bardzo niewielkie różnice pomiędzy czarnym i typowym odmieńcem na poziomie molekularnym, niewystarczające dla rozróżnienia osobnych podgatunków.

## Historia badań
Odmieńca jaskiniowego przedstawiono po raz pierwszy prawdopodobnie jako dwie pary węży ze skrzydłami mogącymi być odwzorowaniem skrzeli na reliefie weneckiej kamiennej fontanny, prawdopodobnie pochodzącej z Karstu.
Jako pierwszy o zwierzęciu wspomniał Janez Vajkard Valvasor w The Glory of the Duchy of Carniola (1689), nazywając go smoczym niemowlęciem. Obfite słoweńskie deszcze wymyły płazy z ich podziemnego siedliska, tworząc zalążek dla folklorystycznych wierzeń, jakoby smoki mieszkały pod skorupą ziemską, a odmieńce stanowiły potomstwo tych mitycznych bestii na wczesnym etapie rozwoju. We wspomnianej pracy Valvasor dokonał kompilacji lokalnych słoweńskich tradycji ludowych i zgromadził bogatą mitologię tyczącą stworzenia, jak i udokumentował jego obserwacje, opisując go jako długi zaledwie na piędź, pokrewny jaszczurce, w skrócie glista lub robak, jakich wiele występuje w tych stronach.

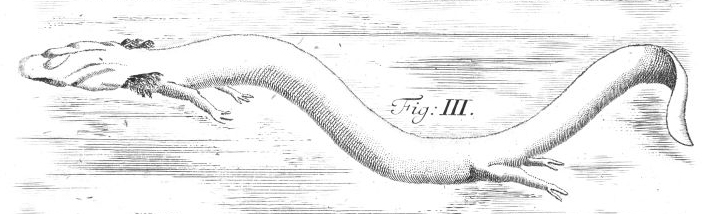
Rysunek przedstawiający odmieńca w Specimen Medicum, Exhibens Synopsin Reptilium Emendatam cum Experimentis circa Venena z 1768 autorstwa Laurentiego

Pierwszy badacz, który zyskał żywego odmieńca, to lekarz i naukowiec z Idriji, Giovanni Antonio Scopoli; wysłał on martwe osobniki i rysunki współpracownikom i kolekcjonerom. Josephus Nicolaus Laurenti, który jako pierwszy krótko opisał tego płaza w 1768, nadał mu nazwę naukową Proteus anguinus. Z końcem wieku Carl Franz Anton Ritter von Schreibers z Naturhistorisches Museum z Wiednia zainteresował się anatomią zwierzęcia. Osobnika otrzymał od Žigi Zoisa. Schreibers zaprezentował swe odkrycia w 1801 przed Royal Society w Londynie, a później także w Paryżu. Wkrótce odmieniec stał się zwierzęciem szeroko rozpoznawalnym i otaczanym znaczną uwagą, w rezultacie czego tysiące osobników wysłano do naukowców i kolekcjonerów na świecie. Bazę dla funkcjonalnych i morfologicznych badań w Słowenii założyła prof. Lili Istenič w latach osiemdziesiątych XX wieku. Do wiodących zespołów poznających odmieńca ponad 20 lat później należy Research Group for functional morphological Studies of the Vertebrates na Wydziale Biologii Uniwersytetu w Lublanie pod przewodnictwem prof. Borisa Buloga.
W 1821 r. Configliachi i Rusconi zaobserwowali reakcję odmieńca na światło, przypisali jednak wrażliwość na nie skórze. Oczy zwierzęcia badali w drugiej połowie XIX wieku Kohl, Hess i Joseph. W 1857 Leydin doszukał się chrzęstnych struktur w twardówce, co w 1882 potwierdził Desfosses. W 1889 Hess doszedł do wniosku, że budowa oka dorosłego odmieńca jest efektem zatrzymania się rozwoju tego narządu na poziomie drugorzędowego pęcherzyka z następczą degeneracją i utratą soczewki. Wszystko to potwierdził Schlampp, który w 1890 dokładnie opisał histologię oka odmieńca. W tym samym roku Dubois poddał je eksperymentom. W pierwszej połowie XX wieku sekcje opisane w 1908 autorstwa Hirsch-Tabora i w 1931 przez Krehta wykazały braki struktur odpowiedzialnych za zmysł wzroku (niestety ta pierwsza bazowała na pojedynczym tylko osobniku, a autor drugiej nie zdołał odnaleźć nerwu wzrokowego).
Regenerujące komórki nabłonka jelitowego odmieńca brano niegdyś za gruczoły jelitowe. W 1927 Dawson zauważył ich podobieństwo do występujących u gatunku Necturus maculosus. Struktury te nie są jednak ani PAS-dodatnie ani AB-dodatnie. Nie udało się również zaobserwować żadnej aktywności wydzielniczej, a w 1963 Trier zauważył podobieństwo w stosunku do niezróżnicowanych komórek ludzkich krypt jelitowych. Gallego-Huidobro et al. w 1992 dopatrzyli się też podobieństwa z bazalnymi komórkami przełyku bezogonowych.
Płaza wykorzystał Karol Darwin w swym słynnym dziele O powstawaniu gatunków, podając go jako przykład redukcji nieużywanych struktur.
Obecnie odmieńca uważa się za świetny model organizmu, który przystosował się do życia w ekstremalnych warunkach: w ciemności, w warunkach niedostatku żywności i tlenu.

## Zagrożenia i ochrona
IUCN nie posiada wielu informacji na temat liczebności zwierzęcia, aczkolwiek najpospolitsze wydaje się ono w Słowenii i Chorwacji. Wedle tej organizacji czarnych odmieńców pozostało bardzo niewiele. Całkowita ilość osobników opisywanego gatunku obniża się, podobny trend dotyczy populacji z Postojnej w Słowenii i Gorizy we Włoszech.
Odmieniec jaskiniowy wymaga czystych wód i jest bardzo wrażliwy na zmiany w środowisku, co wiąże się z jego adaptacjami do specyficznych warunków jaskiniowych. Zagrażają mu zmiany w środowisku, przemiana leżących nad jaskiniami terenów dawniej leśnych i pasterskich, rozwijających się turystycznie i ekonomicznie, a także skażenie. Wodne ekosystemy jaskiń krasowych są bardzo czułe na każdy rodzaj zanieczyszczeń. Skażenie tych podziemnych zbiorników wynika z dużej ilości nieczystości wymywanych z miejsc składowania przez deszczówkę, jak również przypadkowych wycieków różnych cieczy. Reakcja na skażenie w podziemnym zbiorniku wodnym zależy od rodzaju i ilości zanieczyszczeń, a także struktury skał, przez które przedziera się woda. Samooczyszczanie się tych jaskiń nie zostało jeszcze w pełni zrozumiane, ale przebiega zupełnie inaczej niż w przypadku wód naziemnych. Wśród najpoważniejszych zanieczyszczeń chemicznych wymienia się powodowane chlorowanymi węglowodorowymi pestycydami, nawozami, polichlorowanymi bifenylami, które to związki są lub były używane w rozmaitych procesach przemysłowych, metalami, jak rtęć, ołów, kadm czy arsen. Wszystkie wymienione substancje pozostają w środowisku, a naturalna degradacja, jeśli już występuje, przebiega wolno. Dodatkowo wszystkie są toksyczne dla organizmów żywych, kumulując się w nich i osiągając niebezpieczne stężenia. Słoweńskie jaskinie stały się sławne z powodu zamieszkujących je zwierząt niespotykanych nigdzie indziej. W związku z rzadkością odmieńca jest on też popularny wśród kolekcjonerów, którzy mogą okazać się niebezpieczni dla gatunku, jeśli odłowionych zostanie zbyt dużo osobników.
Istnieje nielegalny odłów zwierzęcia w celach handlowych, nie wiadomo jednak nic o skali tego zjawiska.
Czerwona lista IUCN od 1986 kataloguje odmieńca jaskiniowego jako gatunek wrażliwy (VU – vulnerable), kierując się rozczłonkowanym i ograniczonym zasięgiem występowania, a także ciągle obniżającą się liczebnością. Gatunek obejmują załącznik II konwencji berneńskiej oraz załączniki II i IV dyrektywy siedliskowej Unii Europejskiej (92/43/EEC). Załącznik II rzeczonej dyrektywy wymienia gatunki roślin i zwierząt będące przedmiotem zainteresowania Wspólnoty, których ochrona wymaga wyznaczenia specjalnych obszarów chronionych. Tworzą one sieć Natura 2000. Załącznik IV wymienia gatunki roślin i zwierząt będących przedmiotem zainteresowania Wspólnoty, które wymagają ścisłej ochrony. Odławianie i posiadanie w ograniczonej liczbie odmieńców jaskiniowych dozwolone jest jedynie w ściśle określonych przypadkach, określanych przez lokalne władze.
Odmieńca jaskiniowego objęto w Słowenii ochroną w 1922 wraz z całą fauną jaskiń, ale nie była ona efektywna, rozwijał się czarny rynek. W 1982 zwierzę umieszczono na liście gatunków rzadkich i zagrożonych. Handlu wszystkimi zamieszczonymi tam taksonami zabroniono. Po przystąpieniu do Unii Europejskiej Słowenia musiała wdrożyć mechanizmy ochrony gatunku przewidziane w dyrektywie siedliskowej. Płaz figuruje też na czerwonej liście zagrożonych gatunków tego kraju. Jaskinie zamieszkiwane przez odmieńca włączono w słoweńską część sieci Natura 2000.
W Chorwacji zwierzę to podlega prawu chroniącemu płazy – posiadanie dozwolone jest jedynie dla celów badawczych za zgodą Narodowej Administracji Natury i Ochrony Środowiska. Statusu ochrony gatunku w Bośni i Hercegowinie jeszcze nie zdefiniowano.
We Włoszech płaz zamieszkuje regiony chronione, jak Riserva Naturale Regionale dei Laghi di Doberdò e Pietrarossa. Jednakże niektórzy specjaliści uznają go za zagrożonego. Zaliczają go do płazów o najwyższym ryzyku zagrożenia i wiążą to z wysoką specjalizacją tego zwierzęcia.
IUCN zwraca uwagę na potrzebę ochrony czarnego podgatunku, którego zasięg występowania ograniczony jest do kilku źródeł krasowych łączących się z podziemnymi jaskiniami na bardzo małym obszarze.

## W kulturze
Odmieniec jaskiniowy stanowi symbol dziedzictwa naturalnego Słowenii. Po 300 latach od odkrycia cały czas spotyka się z entuzjazmem naukowców i szerszej opinii publicznej. Postojna stanowi jedno z miejsc narodzin speleologii z powodu odmieńca właśnie i innych rzadkich mieszkańców takich siedlisk, jak choćby Leptodirus hochenwartii. Odmieniec wiąże się ze sławą jaskini Postojnej. Słowenia wykorzystuje to do promowania ekoturystyki w niej i innych częściach swego terenu krasowego. Wycieczki w Postojnej obejmują też zwiedzanie stacji speleologicznej z wiwarium odmieńca, ukazują różnorodne aspekty środowiska jaskiń.
Płaz widniał również na słoweńskiej monecie o wartości dziesięciu stotinów. Użyczył także imienia najstarszemu słoweńskiemu magazynowi popularnonaukowemu Proteus, wydanemu po raz pierwszy w 1933.